# Rhagodeca hirsti
Rhagodeca hirsti är en spindeldjursart som beskrevs av Roewer 1933. Rhagodeca hirsti ingår i släktet Rhagodeca och familjen Rhagodidae. Inga underarter finns listade i Catalogue of Life.